# Deutsches Tor (Saarlouis)

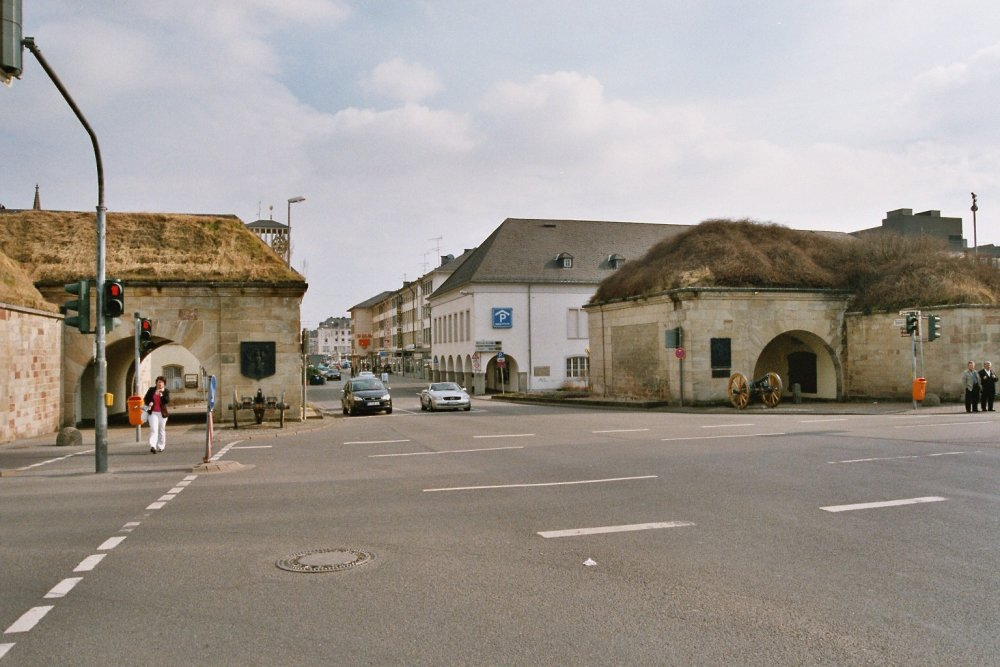
Blick von der Außenseite durchs Tor

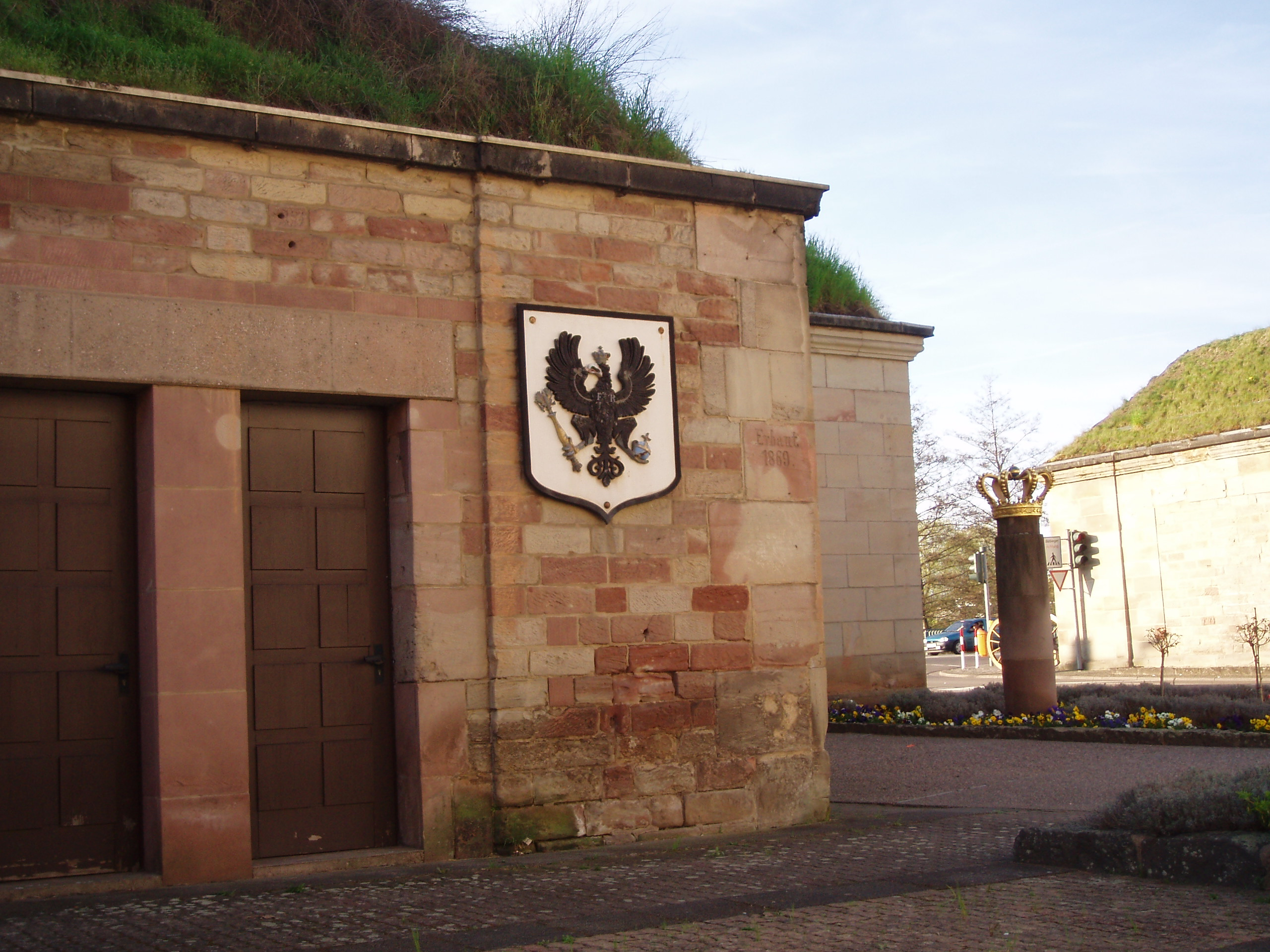
Blick von der Innenseite mit Symbolen des Preußentums

Das Deutsche Tor in Saarlouis bildet den Übergang der Innenstadt zu den Verteidigungsanlagen der Stadt und zur Schleusenbrücke. Es befindet sich bei den erhaltenen Kasematten an der Kreuzung Deutsche Straße/Anton-Merziger-Ring.
Ursprünglich bestand das Deutsche Tor, das diesen Namen schon in französischen Zeiten trug, tatsächlich aus einem Torgebäude. Dieses wurde allerdings 1886 abgerissen, da es ein Verkehrshindernis auf der Hauptachse der Stadt darstellte. Erst später begann die offizielle Entfestigung der Stadt. In preußischer Zeit wurde gegenüber dem Deutschen Tor auf der der Innenstadt zugewandten Seite das Proviantgebäude errichtet. Dieses Magazin, heute zweigeteilt, bildete ursprünglich eine bauliche Einheit mit einem Tordurchlass. Sowohl das Deutsche Tor als auch die beiden Teile des Proviantgebäudes haben heute den Status eines Einzeldenkmals.
Als in den 1970er Jahren der Anton-Merziger-Ring ausgebaut wurde, erfolgte auch eine Restaurierung der Kasemattenköpfe am Deutschen Tor. Jeweils eine Kasemattenachse rechts und links der Fahrbahn wurde als Fußgängerdurchlass angelegt. Der Rest der Kasematten wurde in den Folgejahren auch aus privater Initiative saniert und zu gastronomischen Zwecken umgebaut. Die in den Kasematten aufgereihten Restaurants werden mitunter als „längste Theke des Saarlandes“ bezeichnet.
Auf der Außenseite des Deutschen Tores wurden im Zuge der Sanierung Kanonen aufgestellt, die aus dem Deutsch-Französischen Krieg von 1870/71 stammen. Eine davon war beim Anlegen des Naherholungsgebietes Saaraltarm im Schlamm gefunden worden, das andere Geschütz wurde hinzugekauft. Beide Kanonen wurden bei Krupp gefertigt. Auf der Innenseite des Tores sind noch das preußische Wappen und die preußische Königskrone zu sehen, die an die Zeit nach 1815 erinnern.
Das Pendant des Deutschen Tores, das Französische Tor am Ende der Französischen Straße, existiert nicht mehr. Es wurde in den 1890er Jahren abgerissen. Auch die Spuren der Verteidigungsanlage auf dieser Seite der Stadt wurden getilgt. Über eine Rekonstruktion des Französischen Tores wurde, insbesondere im Zuge der Umgestaltung des Kleinen Marktes 2007 und 2008, zwar nachgedacht, sie wurde aber aus Kostengründen nicht in die Tat umgesetzt.

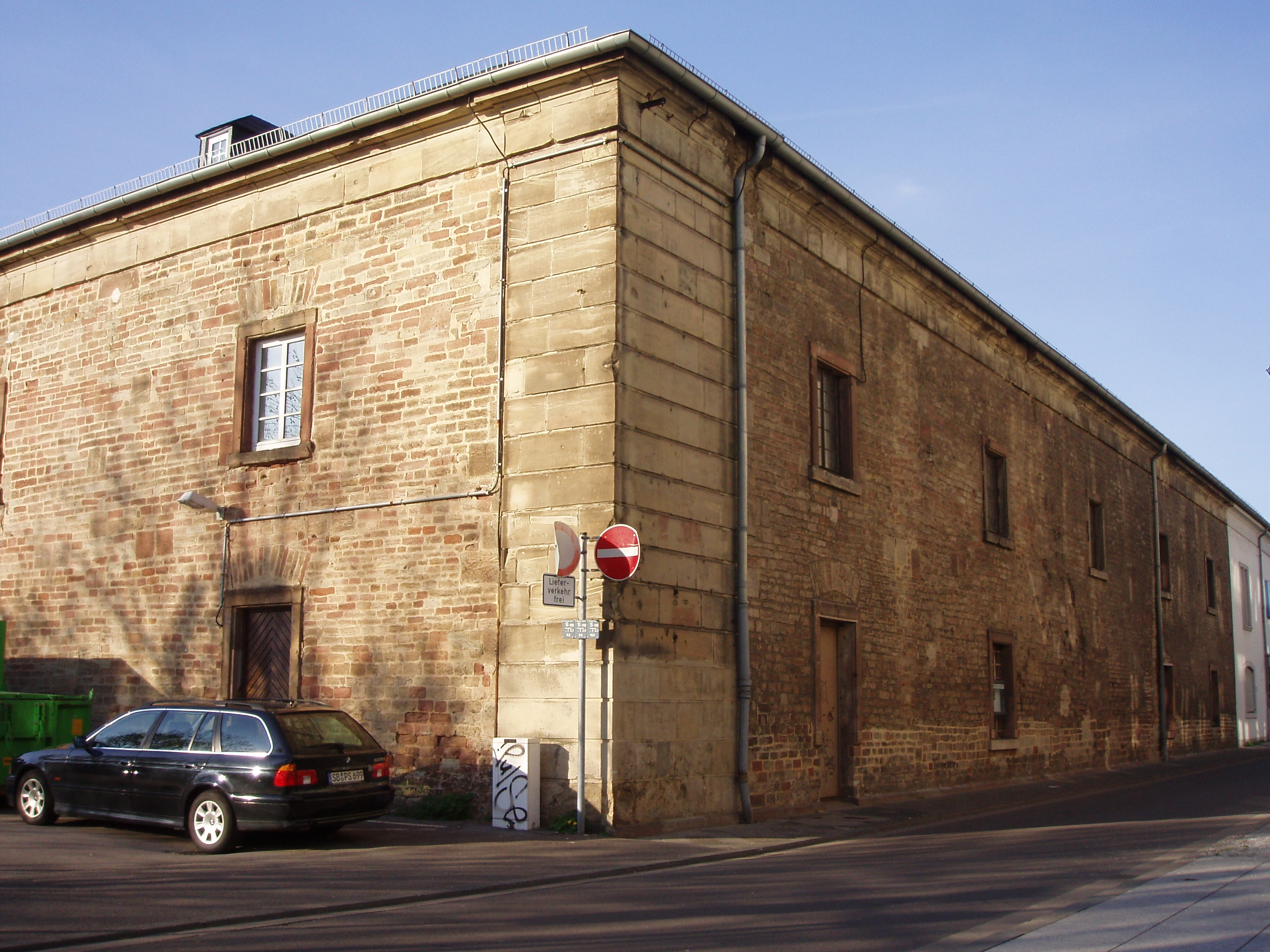
Proviantgebäude 2007
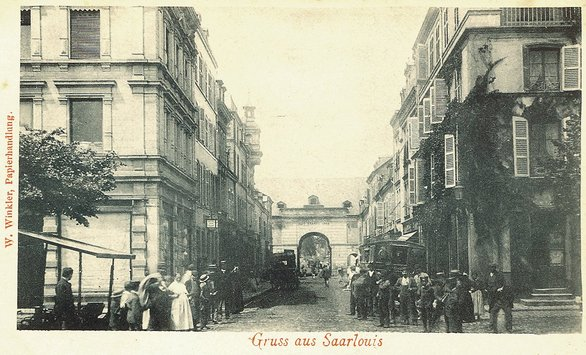
Blick vom Großen Markt in die Deutsche Straße, im Hintergrund der Durchlass des Proviantgebäudes 1890
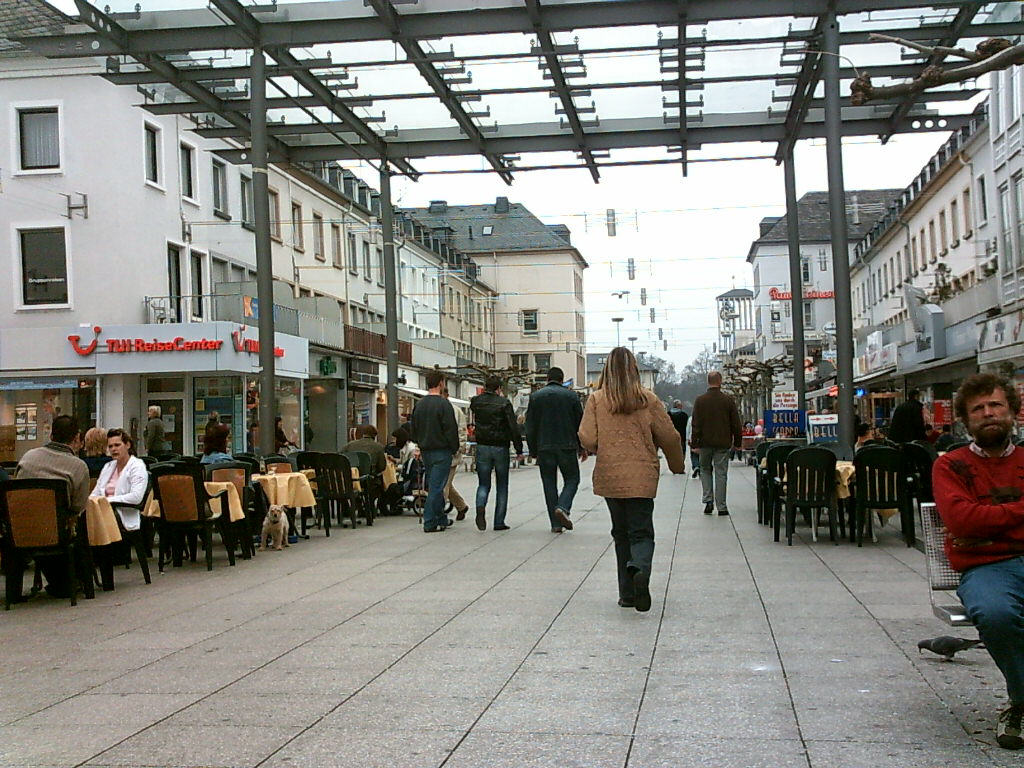
Blick von der Französischen Straße in Richtung des Großen Marktes und des Deutschen Tores 2007
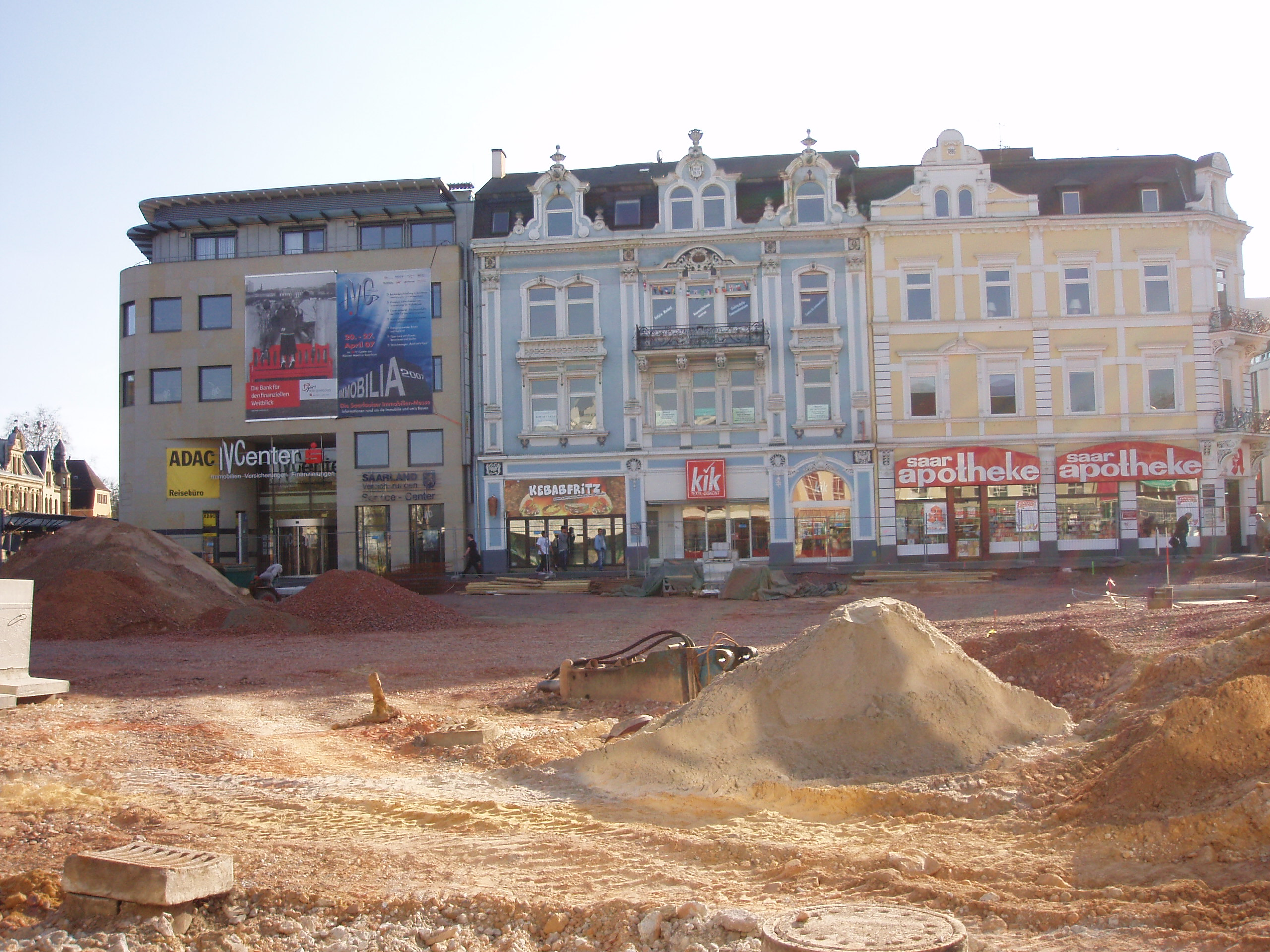
Umbaumaßnahmen am Kleinen Markt 2007